# Governo Berisha I
Il Governo Berisha I è stato il 63º governo dell'Albania, in carica dall'11 settembre 2005 al 17 settembre 2009. Si è formato in seguito alle elezioni parlamentari del 2005, che hanno visto la vittoria della coalizione di centro-destra Alleanza per la Libertà, la Giustizia e il Benessere, guidata dal Partito Democratico dell'ex-presidente Sali Berisha.

## Situazione parlamentare
| Camera    | Collocazione     | Partiti                                                  | Seggi    |
| --------- | ---------------- | -------------------------------------------------------- | -------- |
| Assemblea | Governo          | PDSH (56), PR (11), PDR (4), PAA (4), PBDNJ (2), PDK (2) | 79 / 140 |
| Assemblea | Appoggio esterno | BLD (1)                                                  | 1 / 140  |
| Assemblea | Opposizione      | PSSH (42), PSD (7), LSI (5), AD (3), PDS (2), Ind (1)    | 60 / 140 |

## Composizione
Al momento dell'insediamento, il Governo era composto da 14 ministri (esclusi il Primo ministro e il vice Primo ministro).
     Partito Democratico d'Albania
     Partito Repubblicano d'Albania
     Nuovo Partito Democratico
     Partito Agrario Ambientalista
     Partito dell'Unione per i Diritti Umani
     Partito Democristiano d'Albania
| Carica                                                                       | Titolare                               | Titolare | Titolare                                     | Partito politico | Partito politico |
| ---------------------------------------------------------------------------- | -------------------------------------- | -------- | -------------------------------------------- | ---------------- | ---------------- |
| Primo ministro                                                               |                                        |          | Sali Berisha                                 | PDSH             |                  |
| Vice primo ministro                                                          |                                        |          | Ilir Rusmali (fino al 19/03/2007)            | PDSH             |                  |
| Vice primo ministro                                                          |                                        |          | Gazmend Oketa (dal 20/03/2007 al 21/03/2008) | PDSH             |                  |
| Vice primo ministro                                                          | vacante (dal 21/03/2008 al 30/07/2008) |          |                                              |                  |                  |
| Vice primo ministro                                                          |                                        |          | Genc Pollo (dal 30/07/2008)                  | PDR/PDSH         |                  |
| Ministro delle finanze                                                       |                                        |          | Ridvan Bode                                  | PDSH             |                  |
| Ministro degli affari interni                                                |                                        |          | Sokol Olldashi (fino al 18/01/2007)          | PDSH             |                  |
| Ministro degli affari interni                                                |                                        |          | Gjergj Lezhja (dal 18/01/2007 al 19/03/2007) | PDSH             |                  |
| Ministro degli affari interni                                                |                                        |          | Bujar Nishani (dal 20/03/2007)               | PDSH             |                  |
| Ministro della difesa                                                        |                                        |          | Fatmir Mediu (fino al 21/03/2007)            | PR               |                  |
| Ministro della difesa                                                        |                                        |          | Gazmend Oketa (dal 28/03/2007)               | PDSH             |                  |
| Ministro degli affari esteri                                                 |                                        |          | Besnik Mustafaj (fino al 30/04/2007)         | PDSH             |                  |
| Ministro degli affari esteri                                                 |                                        |          | Lulzim Basha (dal 01/05/2007)                | PDSH             |                  |
| Ministro dell'integrazione                                                   |                                        |          | Arenca Trashani (fino al 19/03/2007)         | PDSH             |                  |
| Ministro dell'integrazione                                                   |                                        |          | Majlinda Bregu (dal 20/03/2007)              | PDSH             |                  |
| Ministro della giustizia                                                     |                                        |          | Aldo Bumçi (dal 20/03/2007)                  | PDSH             |                  |
| Ministro della giustizia                                                     |                                        |          | Ilir Rusmali (dal 20/03/2007 al 24/11/2007)  | PDSH             |                  |
| Ministro della giustizia                                                     |                                        |          | Enkelejd Alibeaj (dal 24/11/2007)            | PDSH             |                  |
| Ministro dei lavori pubblici, dei trasporti e delle telecomunicazioni        |                                        |          | Lulzim Basha (fino al 30/04/2007)            | PDSH             |                  |
| Ministro dei lavori pubblici, dei trasporti e delle telecomunicazioni        |                                        |          | Sokol Olldashi (dal 01/05/2007)              | PDSH             |                  |
| Ministro dell'istruzione e della scienza                                     |                                        |          | Genc Pollo (fino al 30/07/2008)              | PDR              |                  |
| Ministro dell'istruzione e della scienza                                     |                                        |          | Fatos Beja (dal 30/07/2008)                  | PDSH             |                  |
| Ministro dell'economia, del commercio e dell'energia                         |                                        |          | Genc Ruli                                    | PDSH             |                  |
| Ministro della salute                                                        |                                        |          | Maksim Cikuli (fino al 19/03/2007)           | PDSH             |                  |
| Ministro della salute                                                        |                                        |          | Nard Ndoka (dal 20/03/2007 al 25/07/2008)    | PDK              |                  |
| Ministro della salute                                                        |                                        |          | Anila Godo (dal 30/07/2008)                  | PR               |                  |
| Ministro dell'agricoltura, dell'alimentazione e della tutela dei consumatori |                                        |          | Jemin Gjana                                  | PDSH             |                  |
| Ministro del turismo, della cultura, della gioventù e dello sport            |                                        |          | Bujar Leskaj (fino al 19/03/2007)            | PDSH             |                  |
| Ministro del turismo, della cultura, della gioventù e dello sport            |                                        |          | Ylli Pango (dal 20/03/2007 al 03/03/2009)    | PDSH             |                  |
| Ministro del turismo, della cultura, della gioventù e dello sport            |                                        |          | Ardian Turku (dal 17/03/2009)                | PDSH             |                  |
| Ministro dell'ambiente, delle foreste e dell'amministrazione delle acque     |                                        |          | Lufter Xhuveli                               | PAA              |                  |
| Ministro del lavoro, degli affari sociali e delle pari opportunità           |                                        |          | Kosta Barka (fino al 02/10/2008)             | PBDNJ            |                  |
| Ministro del lavoro, degli affari sociali e delle pari opportunità           |                                        |          | Anastas Duro (dal 02/10/2008 al 14/05/2009)  | PBDNJ            |                  |
| Ministro del lavoro, degli affari sociali e delle pari opportunità           |                                        |          | Viktor Gumi (dal 14/05/2009)                 | PDSH             |                  |